# البونمر
البونمر هي عشيرة عربية سنية من حوالي 500 ألف شخص يعيشون في منطقة الرمادي بحافظة الأنبار العراقية. وهي إحدى عشائر قبيلة الدليم.
في السنوات التي تلت عام 2007 كانت البونمر جزءا من ميليشيا الصحوة التي قاتلت القاعدة في العراق. وفي 2014 كانت واحدة من العشائر العربية السنية التي عارضت بشدة الدولة الإسلامية.

## القتل الجماعي لأعضاء البونمر
أعلن داعش أن المسلمين السنة الذين يقاتلون ضد الخلافة مرتدين عن الإسلام يجب إعدامهم.
في نهاية تشرين الأول أكتوبر 2014 كانت هناك تقارير تفيد أن مقاتلين من الدولة الإسلامية ذبحوا رجالاً من عشيرة البونمر. وعثر على جثث حوالي 200 منهم في خندق بمثابة مقبرة جماعية بالقرب من هيت، مع ما لا يقل عن 48 وممكن أكثر من 60 من رجال العشائر كانوا أعدموا علنا داخل المدينة. وزارة حقوق الإنسان العراقية قالت في بداية تشرين الثاني نوفمبر 2014 أن عدد الأشخاص الذين قتلوا من عشيرة البونمر كان 322.
إذاعة أوروبا الحرة/إذاعة الحرية أفادت في 10 تشرين الثاني نوفمبر 2014، وحسب مصادر قبلية فإن الدولة الإسلامية قامت بعمليات قتل جماعية أخرى بأكثر من 70 عضوا من رجال عشيرة البونمر قرب هيت. وهناك 300 في عداد المفقودين. قال زعماء القبائل أن أكثر من 630 عضواً في عشيرة البونمر قتلوا في الأسبوعين الماضيين.
هناك 16 عضوا من عشيرة البونمر أعدموا على يد الدولة الإسلامية في منطقة الثرثار شمال الرمادي، وفقا للتقارير في 13 تشرين الثاني نوفمبر 2014.
وفي 17 كانون الأول ديسمبر 2014، ذكرت وسائل الإعلام التركية أن الدولة الإسلامية قد أعدمت ما لا يقل عن 150 امرأة من عشيرة البونمر في الفلوجة لرفضهن الزواج من مقاتلي الدولة الإسلامية. وردت أنباء عن أن بعض النساء حوامل.
70 عضوا من البونمر قتلوا برصاص الدولة الإسلامية في قرية خنيزير، في محافظة الأنبار، مساء يوم 4 تشرين الأول أكتوبر 2015. حسب الرجل العشائري الشيخ نعيم الكعود فإنهم قتلوا «لأن لديهم أقارب يعملون في قوات الأمن العراقية». وقال أيضا: «إن الرجال الذين استهدفوا يوم الأحد قد فروا إلى خنيزير مع أسرهم من المنازل في حي الفرات من الرمادي بعد أن استولت داعش على عاصمة محافظة الأنبار في أيار مايو الماضي».